# Mourtala Diakité
Mourtala Diakité (Bamako, 1º ottobre 1980) è un ex calciatore maliano, di ruolo difensore o centrocampista.

## Caratteristiche tecniche
Poteva essere impiegato al centro della difesa o come mediano.

## Carriera

### Club
Ha disputato oltre 50 partite nella prima divisione portoghese con le maglie di Belenenses, Boavista e Marítimo.

### Nazionale
Ha giocato nella nazionale maliana.

## Palmarès

### Club

#### Competizioni nazionali
- Segunda Liga: 1

Belenenses: 2012-2013
- Girabola: 2

Primeiro de Agosto: 2016, 2017